# Yvonne Axö
Yvonne Elisabet Axö, gift Hultgren, född 19 juni 1939 i Bromma i Stockholm, död 14 augusti 2013 i Åkersberga i Stockholms län, var en svensk sångerska och skådespelerska.
Axö är  mor till musikern Camilla Axö och var tvillingsyster till skådespelerskan Inger Axö. De är begravda i minneslunden på Bromma kyrkogård.  

## Filmografi
- 1953 – Åsa-Nisse på semester
- 1953 – Bror min och jag
- 1953 – Fartfeber
- 1955 – Flickan i regnet
- 1955 – Danssalongen
- 1955 – Blockerat spår
- 1955 – Stockholm frestar
- 1956 – Swing it, fröken